# American Legend Cooperative
American Legend Cooperative (ALG) — сиэтлский пушной аукцион, объединяющий более 1000 североамериканских производителей. Занимает 4-е место в мире по своей величине.

## История
ALG появился в 1986 году после слияния Норковой ассоциации Великих озёр (GLMA) и Ассоциации селекционеров норки (EMBA). Первая ассоциация была сформирована в 1941 году в районе Великих озёр, за что и получила своё название. GLMA специализировалась на производстве американской чёрной норки под брендом BlackGlama, который вскоре стал всемирно известным. В 1968 году началась крупнейшая рекламная кампания в мире моды — вышла серия глянцевых снимков голливудских звёзд (Барбра Стрейзанд, Лорин Бэколл, Джуди Гарленд, Бетт Дейвис), одетых в изделия из чёрной норки BlackGlama. Слоганом компании стала фраза «What Becomes a Legend Most»? («Что больше всего идёт легенде?»).
Ассоциация EMBA была основана в 1942 году. В неё вошли фермеры специализировавшиеся на разведении норок с различными оттенками меха. Бренды, созданные этими производителями: Autumn Haze (коричневый), Desert Gold (светло-коричневый), Argenta (серый), Cerulean (синий), Lutetia (металлик), Azurene (бледно-серый), Jasmine (белый), Tourmaline (бледно-бежевый), Arcturus (бежевый) и Diadem (бледно-коричневый).
В 2015 году состоялся визит Dale Theisen, вице-президента аукциона American Legend, в Россию с целью личного знакомства с основными крупнейшими игроками на меховом рынке России. Dale Theisen посетил Меховой Дом «Марина Морозова», сеть магазинов КАЛЯЕВ и пр.
Причина визита обусловлена стратегическими целями: возможностью прямого и детального взаимодействия с производителями, продвижением на рынок лучших сортов меха, выстраиванием жизнеспособной и долгосрочной стратегии закупок и продаж, получением качественной обратной связи — напрямую от производителя, а не посредством статистики и рейтингов.

## Особенности аукциона
Главное отличие ALG от европейских аукционов — это раздельная продажа товара каждой фермы. Основной товар — американская норка с плотной подпушью и короткой остью; однако встречаются и европейские шкурки. Среднее количество продаваемых норок — до 2 млн штук в год; среди них BlackGlama (860 тыс. шт.), Dark Brown Mahogany (530 тыс. шт.) и Blue Iris (170 тыс. шт.). Аукционы проводятся в феврале и мае. Зимой выставляется лучший товар, а весной — менее качественный.
Основные покупатели на American Legend Cooperative — Япония, Республика Корея и Китай.